# Teispidas
Os teispidas (em persa: چیشپیشیان; por volta de meados do século VII a.C. - 522 a.C.) foram uma dinastia da Idade do Ferro que segundo alguns estudiosos teria governado originalmente a região dos Zagros meridionais, na antiga Ansã. O reino da dinastia foi expandido posteriormente por Ciro II, que conquistou uma ampla região no sudoeste da Ásia, que veio a se tornar conhecida como Império Aquemênida sob o domínio de Dario I.
O titular dos teispidas foi registrado no Cilindro de Ciro, no qual Ciro II identifica a si mesmo e seus ancestrais com o título de Rei de Ansã, seguindo uma tradição elamita. Seu fundador epônimo teria sido Teispes, e entre os membros da dinastia estariam Ciro I, Cambises I, Ciro II, Cambises II e Bárdia. Para alguns autores, a linhagem teispida teria sido sucedida pelos aquemênidas após Dario I assumir o trono, depois de ter assassinado os últimos membros da dinastia teispida. Para legitimar sua posse do trono, Dario teria então tentado construir uma linhagem alegando um ancestral comum com os reis teispidas. Dario teria tentado criar a impressão de que todos seus antecessores eram aquemênidas, e apresentado esta teoria em suas inscrições - especialmente nas inscrições de Pasárgada (CMa) - na qual alegava que Ciro II era um membro dos aquemênidas. Todas estas inscrições, que datam de por volta de 510 a.C., repetem "sou Ciro, o Rei, um aquemênida". Na inscrição de Beistum, Dario teria criado a imagem de uma linhagem dupla de governantes reais descendentes de um ancestral comum chamado Teispes, e um suposto ancestral epônimo chamado Aquêmenes.  Nenhum texto existente, no entanto, menciona que o pai de Dario teria sido um monarca.